# Valle del Almanzora
Die Comarca Valle del Almanzora ist eine der 7 Comarcas in der Provinz Almería. Sie wurde, wie alle Comarcas in der Autonomen Gemeinschaft Andalusien, mit Wirkung zum 28. März 2003 eingerichtet.
Die Comarca umfasst 27 Gemeinden mit einer Fläche von 1.630,07 km² und dem Hauptort Albox.

## Lage
|                 | Comarca de los Vélez                        |                    |
| Provinz Granada | Kompassrose, die auf Nachbargemeinden zeigt | Levante Almeriense |
|                 | Filabres-Tabernas                           |                    |

## Gemeinden
| Gemeinde                    | Einwohner (2024) | Fläche km² | Dichte Einw./km² | Cod INE | Postleitzahl               |
| --------------------------- | ---------------- | ---------- | ---------------- | ------- | -------------------------- |
| Albanchez                   | 682              | 35,13      | 19               | 04004   | 04857                      |
| Albox                       | 12.408           | 168,42     | 74               | 04006   | 04800, 04812, 04813, 04814 |
| Alcóntar                    | 557              | 93,91      | 6                | 04008   | 04897                      |
| Arboleas                    | 4.319            | 66,05      | 65               | 04017   | 04660                      |
| Armuña de Almanzora         | 331              | 7,95       | 42               | 04018   | 04888                      |
| Bacares                     | 239              | 94,92      | 3                | 04019   | 04889                      |
| Bayarque                    | 224              | 26,37      | 8                | 04021   | 04888                      |
| Cantoria                    | 3.569            | 79,02      | 45               | 04031   | 04850                      |
| Chercos                     | 303              | 13,36      | 23               | 04036   | 04859                      |
| Cóbdar                      | 190              | 31,78      | 6                | 04034   | 04859                      |
| Fines                       | 2.286            | 23,08      | 99               | 04044   | 04869                      |
| Laroya                      | 209              | 21,66      | 10               | 04056   | 04868                      |
| Líjar                       | 393              | 28,13      | 14               | 04058   | 04859                      |
| Lúcar                       | 825              | 100,41     | 8                | 04061   | 04887                      |
| Macael                      | 5.428            | 43,76      | 124              | 04062   | 04867                      |
| Olula del Río               | 6.429            | 23,52      | 273              | 04069   | 04860                      |
| Oria                        | 2.199            | 234,75     | 9                | 04070   | 04810, 04811, 04813        |
| Partaloa                    | 875              | 52,56      | 17               | 04072   | 04850                      |
| Purchena                    | 1.533            | 56,47      | 27               | 04076   | 04870                      |
| Serón                       | 2.133            | 166,40     | 13               | 04083   | 04890                      |
| Sierro                      | 376              | 27,44      | 14               | 04084   | 04878                      |
| Somontín                    | 524              | 16,19      | 32               | 04085   | 04877                      |
| Suflí                       | 231              | 10,13      | 23               | 04087   | 04878                      |
| Taberno                     | 962              | 44,09      | 22               | 04089   | 04692                      |
| Tíjola                      | 3.549            | 67,52      | 53               | 04092   | 04880                      |
| Urrácal                     | 350              | 25,47      | 14               | 04096   | 04879                      |
| Zurgena                     | 2.990            | 71,58      | 42               | 04103   | 04650, 04661, 04662        |
| Comarca Valle del Almanzora | 54.114           | 1.630,07   | 33               | –       | –                          |

## Nachweise
1. ↑  Instituto Nacional de Estadística Municipal Register of Spain
2. ↑  Orden de 14 de marzo de 2003, por la que se aprueba el mapa de comarcas de Andalucía a efectos de la planificación de la oferta turística y deportiva, Boletín Oficial de la Junta de Andalucía (Amtsblatt der Regierung von Andalusien), Nr. 59 vom 27. März 2003, S. 6248